# Lauenhagen
Lauenhagen település Németországban, azon belül Alsó-Szászország tartományban. Lakosainak száma 1299 fő (2023. december 31.). Lauenhagen Lüdersfeld, Sachsenhagen, Pollhagen, Nordsehl és Stadthagen községekkel határos.

## Népesség
A település népességének változása:
| Lakosok száma | 1338 | 1343 | 1358 | 1320 | 1305 | 1331 | 1299 |
|               | 2015 | 2016 | 2017 | 2019 | 2021 | 2022 | 2023 |